# Второе сражение в Тембьене
Второе сражение в Тембьене (ит. Seconda battaglia del Tembien) — решающая победа итальянских войск и разгром главных сил эфиопской армии императора Хайле Селассие во время Второй итало-эфиопской войны.
Во время Амба-Арадамской операции армия раса Мулугеты была уничтожена как боевая сила. Расы Касса и Сейюма (до 60 000 чел., с небольшим числом орудий и пулеметов) были слабо ориентированы в обстановке, слагавшейся на фронте раса Мулугеты, поэтому остались безучастными к разгрому его армии. Завершив разгром Мулугеты, Бадольо повернулся к центру эфиопских позиций, чтобы завершить то, что он начал в Первом сражении в Тембьене. Теперь у него было в три раза больше людей, чем у трех оставшихся эфиопских армий; в Эритрею прибыли дополнительные дивизии, и сеть дорог, необходимая для обеспечения пополнения запасов, была почти завершена. Бадольо накопил 48 000 снарядов и 7 миллионов патронов в прифронтовых районах, прежде чем начать наступление.
Эритрейский корпус должен был наступать от перевалов Уарьеу (итал. Uarieu) и Абаро и закрепиться на дорогах, идущих на юг, в район Абби-Адди. Одновременно Бадольо планировал направить III корпус на запад, к Гаэле, во фланг противнику, чтобы отрезать основной путь отхода армиям расов Кассы и Сейюма. Эти действия III-го и Эритрейского корпуса создали бы для армий расов ловушку. Рас Касса отправил сообщение императору Хайле Селассие с просьбой покинуть Тембьен и получил разрешение в случае опасности отступить к Амба-Арадаму и соединиться с остатками армии раса Мулагеты.
Второе сражение в Тембьене велось на местности, благоприятствовавшей обороне. Это был район лесов, оврагов и ручьев, где итальянцы не могли должным образом развернуть артиллерию или использовать бронетехнику. Однако эфиопские солдаты раса Сейюма не смогли в полной мере воспользоваться местностью.
Эфиопы создали опорный пункт на горе Амба-Уорк и заблокировала дорогу на Абби-Адди, по которой планировали сойтись Эритрейский и III корпус. Под покровом темноты, вооруженные гранатами и ножами, итальянские альпийские стрелки и чернорубашечники поднялись на вершину и захватили её, уничтожив эфиопов. Таким образом правый фланг эфиопской армии оказался под угрозой.
Рано утром 27 февраля армия раса Сейюма выстроилась в боевой порядок перед Абби-Адди и начала атаки на итальянцев. С 8:00 до 16:00 волна за волной эфиопы пытались прорваться или обойти позиции альпийских стрелков и чернорубашечников. Атаки отражались сосредоточенным пулеметным огнем. Когда атаки захлебнулись, итальянский командующий контратаковал. Армия раса Сейюма, оставив более тысячи убитых на поле боя, бежала в направлении бродов через Геву и Тэкэзе. Итальянские бомбардировщики неоднократно бомбили их по пути отступления, широко применяя распыление иприта и усиливая дезорганизацию.
Армия раса Кассы, располагавшаяся на Дебра-Амбе и не участвовавшая в боях, стала отходить к Амба-Арадам, также подвергаясь сильным бомбардировкам итальянских ВВС.
29 февраля III-й и Эритрейский корпус соединились примерно в трех милях к западу от Абби-Адди, и ловушка была готова. Несмотря на это, большой части обеих эфиопских армий удалось избежать ловушки и бежать, бросив всё вооружение и снаряжения.
Когда две недели спустя рас Касса и рас Сейюм добрались до штаб-квартиры Хайле Селассие в Куороме, их сопровождали только личные телохранители. Дорога на Аддис-Абебу для итальянских войск была открыта.